# Cobert de la Màquina de Batre
El Cobert Agrícola de la Màquina de Batre és una obra del municipi de Sant Fruitós de Bages (Bages) protegida com a bé cultural d'interès local.

## Descripció
Es tracta d'un espectacular hangar d'estructura de ceràmica armada, amb tots els elements de composició ceràmics (la peça Soletip).
Consta de quatre arcades parabòliques, determinant les tres crugies que cobreixen la totalitat de l'edifici. Als extrems de cada arcada s'adrecen dos pilars per aixecar els faldons de la teulada. La coberta està formada per un seguit de bigues que descansen sobre els arcs i una jàssera que, per sobre del pilar de cada extrem d'arc, reposen en les costelles de l'arcada. Sobre l'embigat es recolza la teulada, formada per lloses de peces "Soletip", encavallades transversalment.

## Història
L'edifici fou construït a mitjan segle xx, pel Sindicat Agrícola de Sant Fruitós, amb la finalitat de destinar aquest espai a batre els cereals. Més tard va passar a ser utilitzat també com a magatzem agrícola i cobert. L'edifici és una intel·ligent aplicació d'un sol material prefabricat en temps d'escassedat de materials estructurals.